# 김동성 (작가)

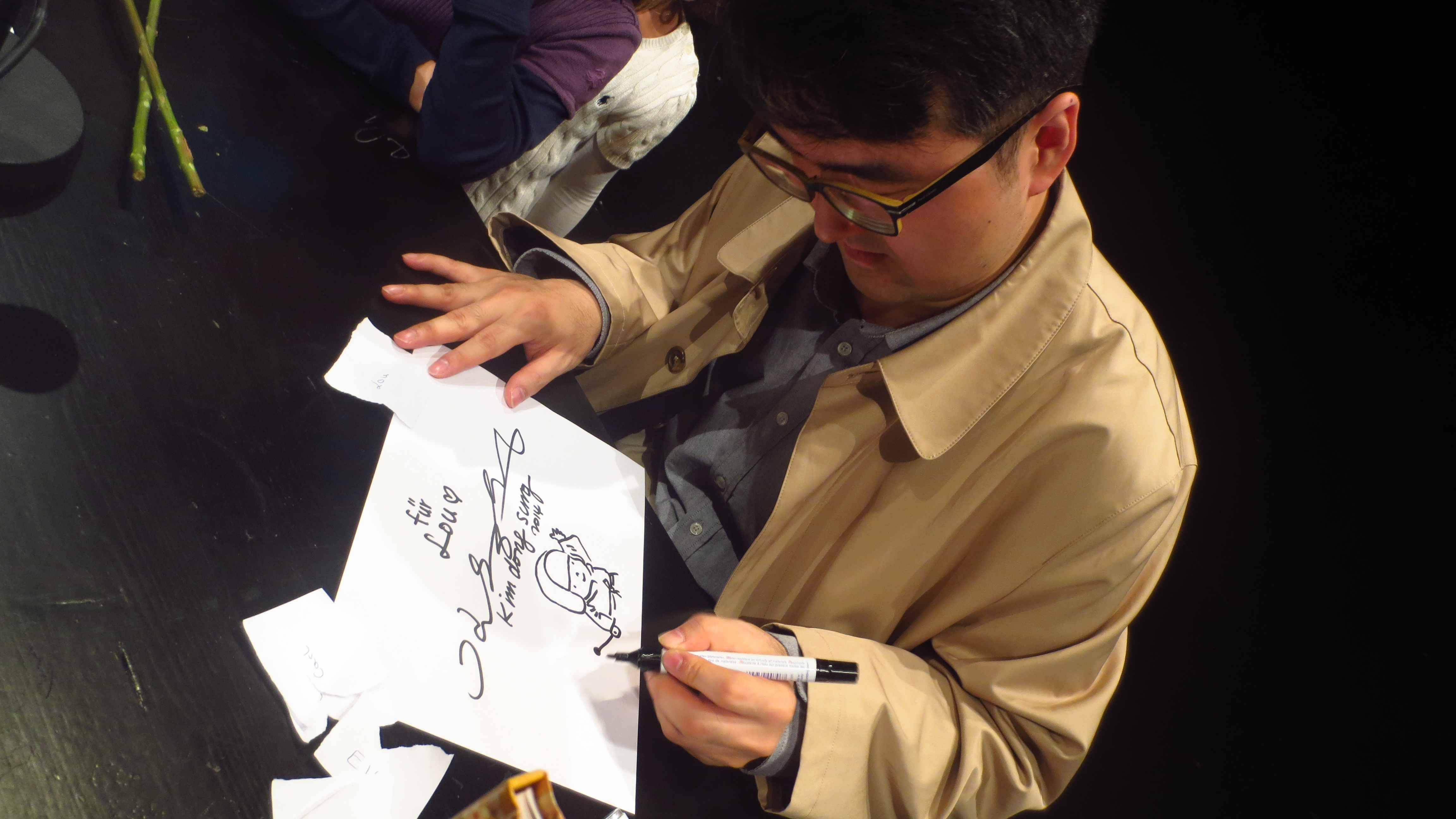
김동성(2014, 국제베를린문학제 아동청소년부문)

김동성(Kim Dong-sung, 1970)은 대한민국의 일러스트레이터이다. 그는 풍경화와 세밀한 인물 표현으로 한국의 아름다움을 잘 담아낸다. 그의 대표작인 엄마 마중(2004)은 백상출판문화상을 수상, 독일아동문학상 그림책 부문에서 노미네이트됐다. 해당 작품에서는 그의 영화적인 연출이 잘 나타나 있다. 느영나영제주(2015)에서는 한국의 대표적인 관광지인 제주의 모습을 사실적이고 입체적으로 담아냈다. 출판 외 작품으로 영화 <조선명탐정> 속의 회상 시퀀스 일러스트를 작업했다.

## 생애
김동성은 1970년 부산에서 태어났다. 1988년 홍익대학교 동양화과에 진학했다. 재학 중 벤 샨, 케테 콜비츠, 데이비드 스톤 마틴, 오 윤 등의 작품에 크게 영향을 받았다. 사회 현상의 주제를 가지고 대중과 즉각적으로 소통할 수 있는 일러스트 분야에 매력을 느껴 졸업 이후 일러스트레이터로 활동했다. 출판 일러스트를 통해 그림책 분야를 알게 되고, 2001년 <메아리>를 시작으로 다수의 그림책 작업을 진행했다. 그는 그림책 작업과 함께 교과서 삽화, 영화, 광고, 만화 및 애니메이션 등 다양한 분야에서 일러스트레이션 작업을 진행 중이다. 그는 영종도에서 가족과 함께 살고 있다.

## 경력
김동성의 대표작 <엄마 마중>은 2004년 한국백상출판문화상을 받았다. 이 작품은 미국, 프랑스, 독일, 일본, 브라질 등 7개국에 수출되었으며, 2008년 독일아동문학상 그림책 부문에 노미네이트 되었다. <엄마 마중>은 독일의 일간지인 FAZ, 스위스 일간지인 NZZ에서 호평받은 작품이다. 그는 그림책 출판 외에도 신문이나 광고, 포스터, 우표 등 여러 분야의 작품 활동을 했다. 2008년에는 한국의 교과서 삽화 작업, 2011년에는 영화 <조선명탐정>에 일러스트레이션 작업을 진행했다. 2014년에는 제 14회 국제베를린문학축제에서 어린이, 청소년 부문에 초청작가로 참석해 작품 낭독회를 진행했다. <오늘이>, <엄마 마중>, <책과 노니는 집>은 White Ravens 카탈로그에 선정되기도 했다.

## 스타일
김동성은 작품에 영화적 기법을 사용한다. 예시로 <나이팅게일>, <들꽃 아이>, <엄마 마중> 등의 장면 구성에 ‘클로즈업’, ‘롱샷’, ‘로우앵글쇼트’, ‘타이틀 시퀀스’와 같은 영화적인 기법이 사용된다. 그의 작품에서는 시대적 배경이 잘 나타나 있다. <엄마 마중>은 일제강점기였던 한국의 모습을 잘 나타냈다고 평가 받고 있다. <시골 쥐의 서울 구경>에서는 1920년대 서울의 풍경을 그렸다. 과거 남대문의 모습, 옛날 자동차, 가게, 거리의 모습을 묘사했다. 그의 작품 스타일은 수묵채색화를 이용한 한국적인 풍경화가 대표적이다. 예시로 <들꽃 아이>, <느영나영 제주>, <고향의 봄> 등의 작품이 있다.

## 수상
- 2008 독일아동문학상 그림책 부분 노미네이트 – 엄마마중
- 2004 한국백상출판문화상 – 엄마마중

## 작품
- 2023 그 오월의 딸기 (다림) ISBN 9788961773119
- 2021 소년과 독립군 (나무야) ISBN 9791188717248
- 2021 소꿉놀이가 끝나면 (사계절) ISBN 979-11-6094-746-5
- 2021 아처 (문학동네) ISBN 978-89-546-8616-7
- 2019 시골 쥐의 서울 구경 (길벗어린이) ISBN 978-89-5582-540-4
- 2015 오빠 생각 (파랑새) ISBN 9788961555449
- 2015 느영나영 제주 (나는별) ISBN 979-11-88574-32-2
- 2013 엄마 마중 (보림) ISBN 978-89-433-1151-3
- 2013 책보 (이퍼블릭) ISBN 979-11-5509-124-1
  - 2019 후쿠인콴, 일본
- 2013 고향의 봄 (파랑새) ISBN 978-89-6155-395-7
- 2011 오늘이 (웅진씽크빅) ISBN 978-89-01-26021-1
- 2011 견우와 직녀 (현북스) ISBN 978-89-97175-04-8
  - 2010 Flammarion, 프랑스
- 2009 책과 노니는 집 (문학동네) ISBN 978-89-546-3201-0
- 2009 주몽: 고구려를 세운 영웅 (웅진씽크빅) ISBN 978-89-01-10119-4
  - 2011 Flammarion, 프랑스
- 2008 들꽃 아이 (길벗어린이) ISBN 978-89-5582-082-9
  - 2010 Flammarion, 프랑스
- 2008 꽃신 (파랑새) ISBN 9788961551045
- 2006 우체통과 이주홍 동화나라 (웅진씽크빅) ISBN 9788901059525
- 2005 나이팅게일 (웅진씽크빅)  ISBN 978-89-01-04988-5
- 2004 엄마 마중 (한길사) ISBN 9788943309725
  - 2005 프뢰벨관, 일본
  - 2005 Wilkins Farago, 호주/뉴질랜드
  - 2006 Didier Jeunesse, 프랑스
  - 2007 Nord-Sud, 독일/스위스
  - 2010 Comboio de Corda, 브라질
  - 2019 친자천하, 대만
- 2004 매미, 여름 내내 무슨 일이 있었을까? (사계절) ISBN 9788958280262
- 2002 나의 눈이 되어 준 안내견 탄실이 (대교출판) ISBN 89-395-0949-8
- 2001 비나리 달이네 집 (낮은산) ISBN 979-11-5525-009-9
- 2001 메아리 (길벗어린이) ISBN 978-89-86621-78-5
  - 2006 Editions Paquet, 벨기에
- 1998 삼촌과 함께 자전거 여행 (재미마주) ISBN 978-89-86565-51-5

## 참고
KBBY 작가연구 자료집 2022, KBBY 국제아동청소년도서협의회